# Killer List of Videogames
The Killer List of Videogames (KLOV) — популярный веб-сайт, представляющий собой онлайн-энциклопедию, посвящённую аркадным автоматам. В базу занесена информация о более чем 4650 машинах, произведённых с 1972 года по настоящее время. По каждому автомату приведены максимально подробные данные: о типе корпуса, дисплее, системе, процессоре, звуке и прочие технические характеристики. Пользователям доступны фотографии машин, скриншоты из игр, а для некоторых наименований — даже трёхмерные модели и руководства к использованию.
В основном на сайте представлены классические игры, ставшие популярными в так называемую Золотую эпоху аркадных автоматов (конец 1970-х — начало 1980-х годов), но кроме них встречаются и современные системы, выпущенные в последние годы. Тенденция такова, что чем популярнее игра была в своё время, тем больше информации о ней присутствует на сайте.
По сути KLOV является ответвлением сайта Международного аркадного музея, описывающего не только аркадные автоматы, но и другие игровые механизмы вроде пинболла или настольного хоккея. Дочерний сайт появился в 1991 году и с тех пор регулярно проводит различные хит-парады, составляет списки лучших игр и пр. Кроме того, посетителям доступен веб-форум, где фанаты ретро-игр общаются, задают вопросы и получают на них ответы от экспертов, покупают и продают детали для своих машин, обмениваются советами по эксплуатации и т. п. С недавнего времени на сайте действует новостная колонка с последними событиями из мира аркадных автоматов.
Обозреватель американского еженедельника Newsweek однажды назвал их «IMDb для игроков».